# Olive Hill, Kentucky
Olive Hill är en ort i Carter County i delstaten Kentucky, USA.